# What Cupid Did
What Cupid Did è un cortometraggio muto del 1913. Il nome del regista non viene riportato nei credit del film che, prodotto dalla Essanay e distribuito dalla General Film Company, aveva come interpreti Robert Bolder, Ruth Hennessy, Charles J. Stine, Gertrude Forbes, Billy Mason.

## Trama
Molto innamorata del suo attempato fidanzato, Miss Hight rifiuta le attenzioni di un giovanotto simpatico che piacerebbe invece molto a sua madre la quale disapprova il fidanzamento della figlia. La nonna, invece, prende le parti della nipote. Le due, nonna e nipote, si mostrano l'una con l'altra le foto dei rispettivi fidanzati. Ma, vedendo le foto, la nipote si rende conto che l'innamorato della nonna è un ragazzo piuttosto giovane. Il signor e la signora High, poi, restano costernati quando scoprono che la nonna ha sposato il signor King junior, mentre la loro figlia ha sposato il signor King senior.

## Produzione
Il film fu prodotto dalla Essanay Film Manufacturing Company.

## Distribuzione
Distribuito negli Stati Uniti dalla General Film Company, il film - un cortometraggio lungo 150 metri - uscì nelle sale cinematografiche il 27 agosto 1913. Nelle proiezioni, veniva programmato con il sistema dello split reel, accorpato in un'unica bobina con un altro cortometraggio prodotto dall'Essanay, la commedia His Athletic Wife.